# لوآن مولر
لوآن مولر (ارمنی: Լուան Մուլլեր Բարբոզա زاده ۱۷ نوامبر ۱۹۹۳) بازیکن فوتسال در پست دروازه‌بان اهل ارمنستان است. 

## باشگاهی
از باشگاه‌هایی که در آن بازی کرده‌است می‌توان به  AD Fundao اشاره کرد.

## تیم ملی
وی همچنین در تیم ملی فوتسال ارمنستان بازی کرده‌است. 